# Adam Engel
Pour les articles homonymes, voir Engel.
Adam Trevor Engel (né le 9 décembre 1991 à Cincinnati, Ohio, États-Unis) est un joueur de champ extérieur des Padres de San Diego de la Ligue majeure de baseball.

## Carrière
Joueur des Cardinals de l'université de Louisville, Adam Engel est réclamé au 19e tour de sélection par les White Sox de Chicago lors du repêchage amateur de 2013. 
Il fait ses débuts dans le baseball majeur avec les White Sox le 27 mai 2017.